# Alegeri legislative în Italia, 1992
Alegerile generale italiene din 1992 au avut loc în 5 aprilie 1992.
Alegerile din 1992 au fost primele fără forță politică în mod tradițional, al doilea ca importanță din Italia, al Partidului Comunist Italian (PCI), care a fost desființată în 1991. Acesta a fost înlocuit de o forță mai socialdemocratic-orientat, către Partidul Democrat din Stânga (PDS), și de către o entitate minoritară format din membri care nu a vrut să renunțe la tradiția comunistă, Partidul Comunist Refoundation (RPC). Cu toate acestea, puse împreună au câștigat în jur de 4% mai puțin decât ceea ce deja în scădere PCI a obținut în 1987.
Altă caracteristică importantă a fost creșterea bruscă a separatiste lombard Ligii, care a crescut de la votul său C. 0,5% din alegerile precedente la mai mult de 8%, crescând de la un singur membru, atât în Cameră cât și în Senat, la 55 și 25, respectiv. Lunga Onda ("pe val") din Bettino Craxi acum orientate spre centru italian Partidul Socialist, care, la ultimele alegeri au fost Următoarele previziuni pentru a depăși PCI, părea să se oprească. Creștin democrație și celelalte părți tradiționale de guvern (cu excepția Partidului Republican) au prezentat, de asemenea, o ușoară scădere în votul lor.

## Camera Deputaților
| Partidul                            | Voturi     | %      | Locuri |
| ----------------------------------- | ---------- | ------ | ------ |
| Creștin Democrat                    | 11.640.265 | 29,66  | 206    |
| Partidul Democrat de Stânga         | 6.321.084  | 16,11  | 107    |
| Partidul Socialist Italian          | 5.343.930  | 13,62  | 92     |
| Liga Nordului                       | 3.396.012  | 8,65   | 55     |
| Partidul Comunist Refoundation      | 2.204.641  | 5,62   | 35     |
| Mișcarea Socială Italiană           | 2.107.037  | 5,37   | 34     |
| Partidul Republican Italian         | 1.722.465  | 4,39   | 27     |
| Partidul Italian Liberal            | 1.121.264  | 2,86   | 17     |
| Federația Verzilor                  | 1.093.995  | 2,79   | 16     |
| Partidul Socialist Democrat Italian | 1.064.647  | 2,71   | 16     |
| Rețeaua, de centru-stânga           | 730.171    | 1,86   | 12     |
| Lista Pannella                      | 485.694    | 1,24   | 7      |
| Partidul Oamenii de Sud Tirolezieni | 198.447    | 0,51   | 3      |
| Federalismul - Bărbați pensionați   | 154.621    | 0,39   | 1      |
| Liga Autonomia Veneta               | 152.301    | 0,39   | 1      |
| Valea Aosta                         | 41.404     | 0,11   | 1      |
| Altele                              | 1.469.297  | 3,74   | 0      |
| Total                               | 39.247.275 | 100,00 | 630    |

## Senatul
| Partidul                              | Voturi     | %      | Locuri |
| ------------------------------------- | ---------- | ------ | ------ |
| Crestin Democrat                      | 9.074.096  | 27,30  | 107    |
| Partidul Democrat de Stânga           | 5.663.976  | 17,04  | 64     |
| Partidul Socialist Italian            | 4.513.354  | 13,58  | 49     |
| Liga Nordului                         | 2.721.857  | 8,19   | 25     |
| Partidul Comunist                     | 2.164.173  | 6,51   | 20     |
| Mișcarea Socială Italiană             | 2.170.134  | 6,53   | 16     |
| Partidul Republican Italian           | 1.562.139  | 4,70   | 10     |
| Federația Verzilor                    | 1.022.558  | 3,08   | 4      |
| Partidul Italian Liberal              | 937.709    | 2,82   | 4      |
| Partidul Socialist Democrat Italian   | 852.767    | 2,57   | 3      |
| Rețeaua                               | 239.874    | 0,72   | 3      |
| Federalismul-Bărbați pensionați       | 174.369    | 0,52   | 1      |
| Partidul Oamenilor de Sud tirolezieni | 168.153    | 0,51   | 3      |
| Lista pentru Calabria                 | 144.255    | 0,43   | 2      |
| Liga Autonomia Veneta                 | 137.994    | 0,42   | 1      |
| Liga Alpina Lumbarda                  | 119.124    | 0,36   | 1      |
| Lista Molise                          | 48.597     | 0,15   | 1      |
| Valea Aosta                           | 34.150     | 0,10   | 1      |
| Altele                                | 1.492.696  | 4,49   | 0      |
| Total                                 | 33.241.975 | 100,00 | 315    |